# Pèire d'Alvernha
Pèire d'Alvernha (Clarmont d'Alvèrnia segle xii) fou un trobador occità. Era fill d'un burgès de Clarmont, es va fer canonge però trencà amb l'església i es va fer joglar cap al 1170. El seu mestre fou Marcabrú i fou un poeta moralitzador. Es coneixen 24 composicions seves, entre elles una tençó amb Bernat de Ventadorn, i se'n conserva una vida. Es conserva la música de dues composicions.
La composició més famosa és Cantarai d'aqestz trobadors (323,11) on fa una sàtira de diversos trobadors contemporanis seus: concretament de Peire Rogier; Giraut de Bornelh; Bernart de Ventadorn; un, encara no ben identificat, llemosí de Briva (de Briva'l lemozis); un Guilhem de Ribas, potser català, de qui no tenim cap composició; Grimoart Gausmar; un Peire de Monzó, de qui no tenim més dades tot i que sembla clarament d'origen ibèric; Bernat de Saissac (en alguns cançoners Bertran), no identificat; Raimbaut d'Aurenga; Eble de Sanhas, trobador de qui es conserva només una composició; Gonzalo Ruiz, certament hispànic, encara no ben identificat; un veilletz lombartz, que s'ha identificat amb Peire de la Cavarana; i en la darrera estrofa Peire d'Alvernha es satiritza a si mateix. A finals del xii, el Monjo de Montaudon reprengué la sàtira amb trobadors contemporanis de la seva època.

## Poesies

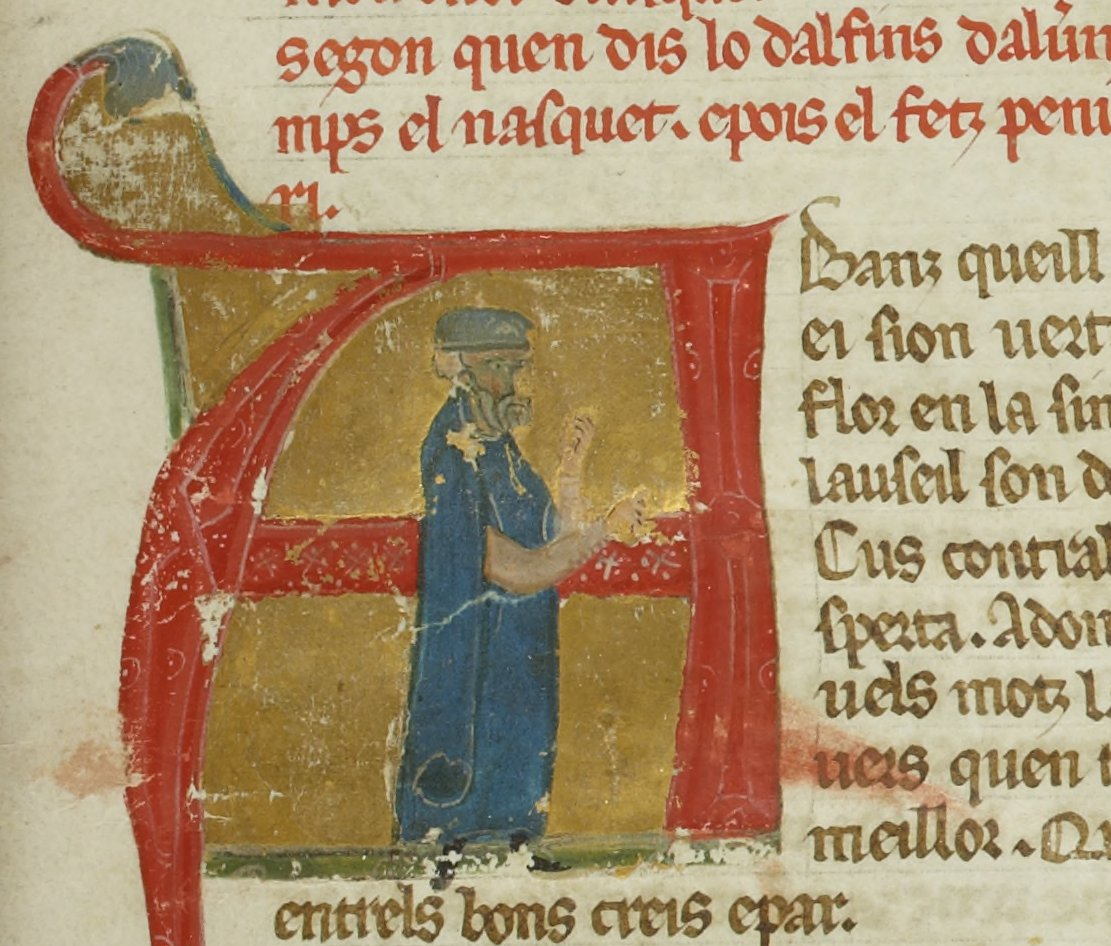
BnF ms. 854 fol. 11; cançoner I

- (323,1) Abans que·l blanc pueg sion uert
- (323,2) Ab fina joia comenssa
- (323,3) Al dessebrar del pais
- (323,4) Amic Bernart del Ventadorn (tensó amb Bernart de Ventadorn; amb música conservada al cançoner W)
- (323,5) Belha m'es la flors d'aguilen
- (323,6) Bels m'es lo chans per la faia
- (323,7) Bel m'es, quan la roza floris
- (323,8) Belh m'es qui a son bon sen
- (323,9) Belh m'es qu'ieu fass' huey mays un vers (sirventès)
- (323,10) Be m'es plazen
- (323,11) Cantarai d'aqestz trobadors
- (323,12) Chantarai pus vey qu'a far m'er
- (323,13) Cui bon vers agrad' a auzir
- (323,14) De Dieu non puesc pauc ben parlar
- (323,15) Deiosta·ls breus iorns e·ls loncs sers (amb música conservada als cançoners R i X)
- (323,16) Dieus, vera vida, verais
- (323,17) En estiu, qan crida-l iais
- (323,18) Gent es, mentr'om n'a lezer
- (323,19) Lo fuelhs e-l flors e-l frugz madurs
- (323,20) L'airs clars e-l chans dels auzelhs
- (323,21) Lauzatz si' Emanuel
- (323,22) Lo senher que formet lo tro (cançó de croada)
- (323,23) Rossinhol, el seu repaire
- (323,24) Sobre·l vieill trobar e·l novel